# Nico Lubatti
Domenico Lubatti, detto Nico (fl. XX secolo), è stato un illustratore e fumettista italiano.

## Biografia
Negli anni 40 collabora con la casa editrice Redazione Audace prendendo il posto di Raffaele Paparella come disegnatore della serie I conquistatori dello spazio, una serie sceneggiata da Gianluigi Bonelli e pubblicata sulla rivista Audace e nelle successive raccolte Albo d'Oro Audace e Collana Ragno d'Oro. La serie è considerata una delle prime opere fantascientifiche del fumetto italiano e un punto di passaggio dal fumetto avventuroso classico alle narrazioni fantascientifiche moderne. Nel 1944 realizza per la casa editrice Impero le versioni a fumetti di alcuni romanzi di Emilio Salgari (L'assalto dei Barbareschi e di Le pantere di Algeri. Come illustratore e cartellonista collaborò con l'editore torinese Emilio Picco ai periodici per ragazzi Piccolo Mondo e Il Giovedì.